# Renault Alliance
De Renault Alliance is een wagen van het Amerikaanse automerk AMC. Oorspronkelijk werd de Alliance op de markt gebracht als sedan en als cabriolet. In 1984 werd een hatchback onder de naam Renault Encore aan het gamma toegevoegd. Vanaf 1987 ging deze door het leven als Alliance Hatchback. In 1986 volgde nog een sportieve versie van de Alliance die in een beperkte oplage uitgebracht werd onder de naam Renault GTA. Het Amerikaanse tijdschrift Motor Trend reikte de prijs "Car of the Year" uit aan de wagen in 1983.
De Alliance en de Encore waren de Noord-Amerikaanse tegenhangers van respectievelijk de Renault 9 en de Renault 11. Hoewel beide modellen goed ontvangen werden in Amerika en AMC's inkomsten explosief stegen waren de Alliance en Encore niet genoeg om het noodlijdende merk een stabiele plaats in de markt te geven. Het marktaandeel zakte al snel onder de 1% en AMC werd verkocht aan Chrysler. De winstmarge op de Alliance was klein vanwege dure aanpassingen ten opzichte van de Renault modellen. Zo moest er airconditioning in de Alliance-modellen gebouwd worden, een accessoire die destijds niet veel voorkwam in Europa en gewoonlijk ook niet geleverd werd in de Renault.

## Fotogalerij

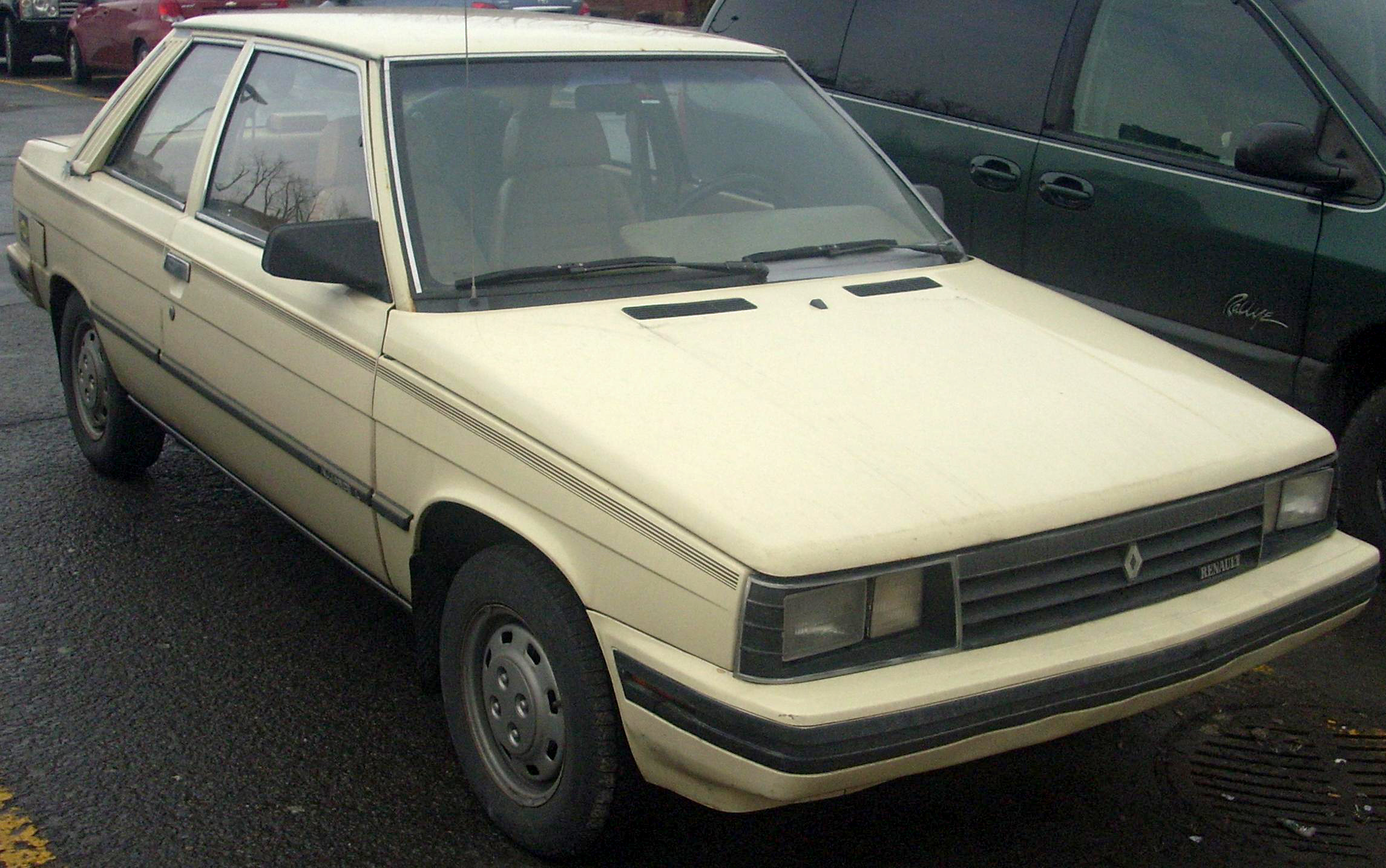
Alliance, 2-deurs sedan
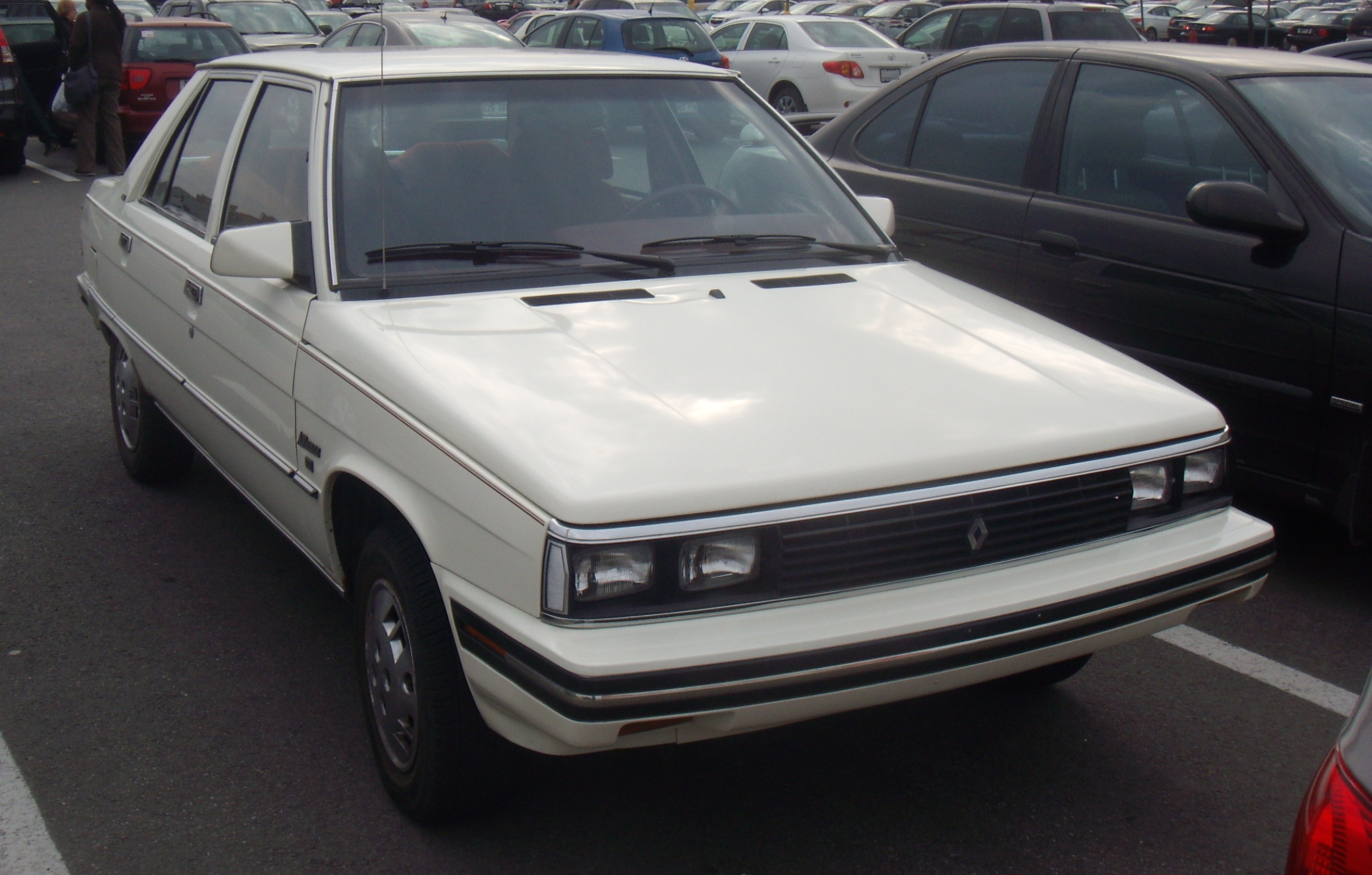
Alliance, 4-deurs sedan
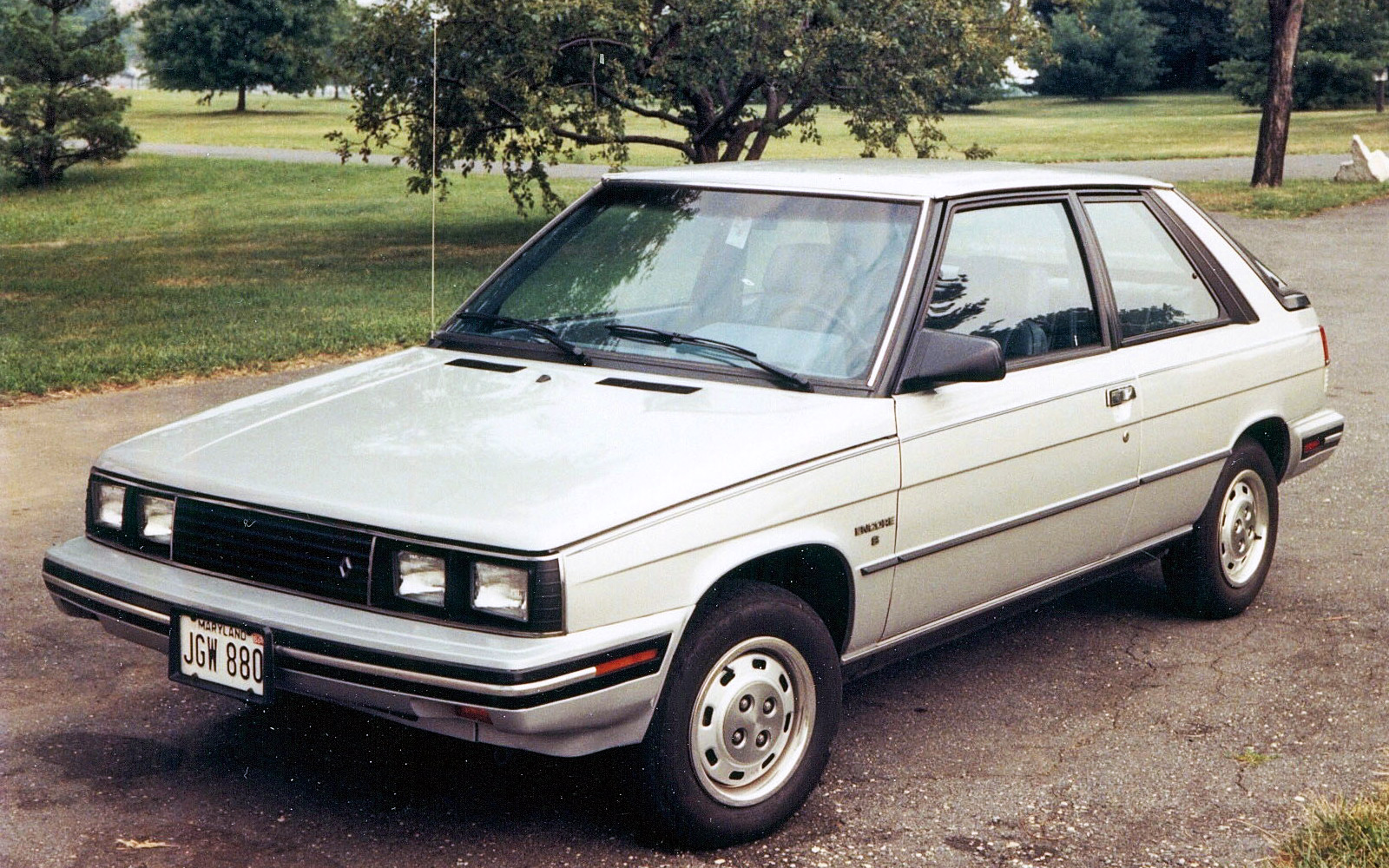
Encore, 2-deurs hatchback
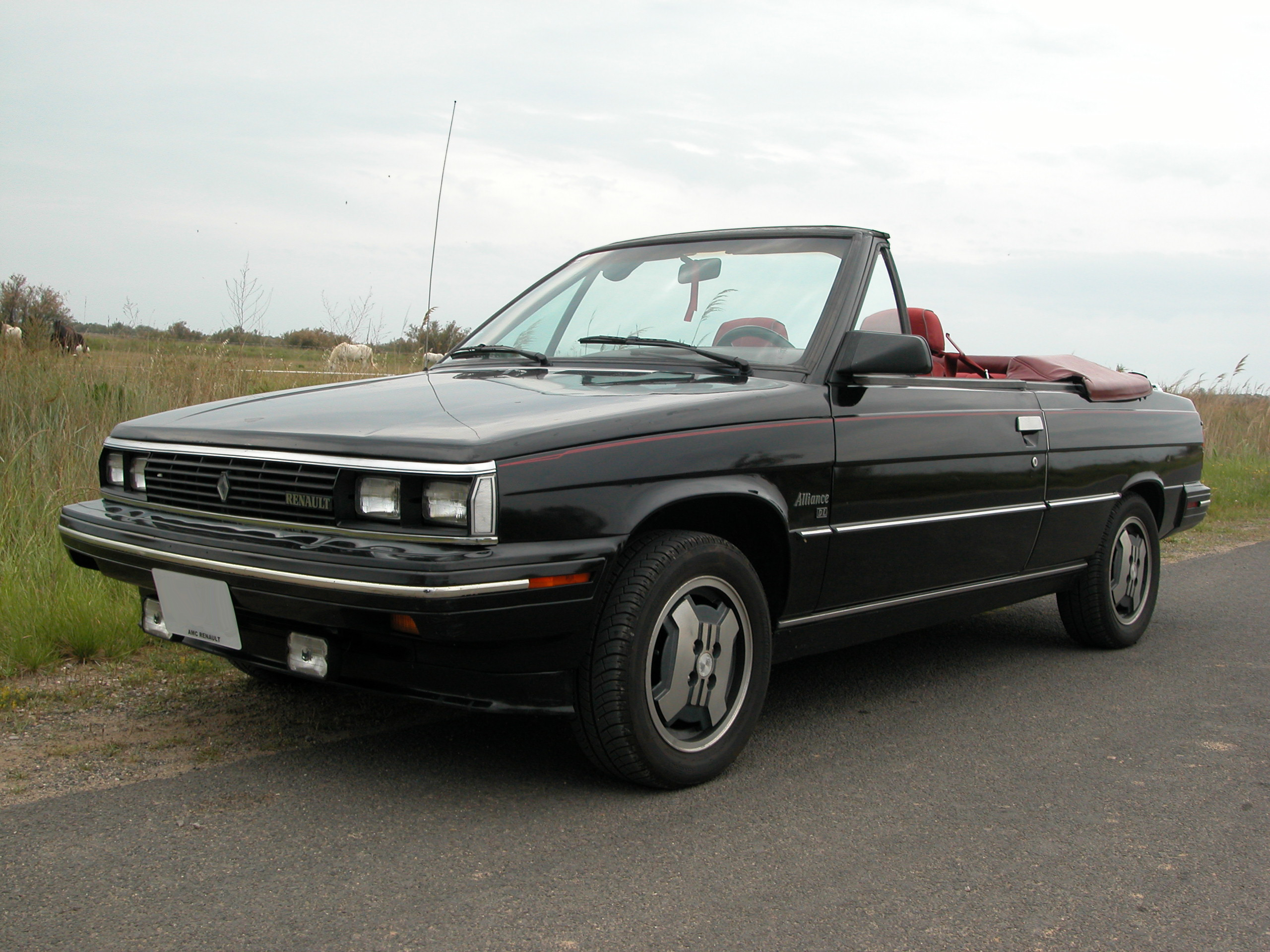
Alliance, 2-deurs cabriolet
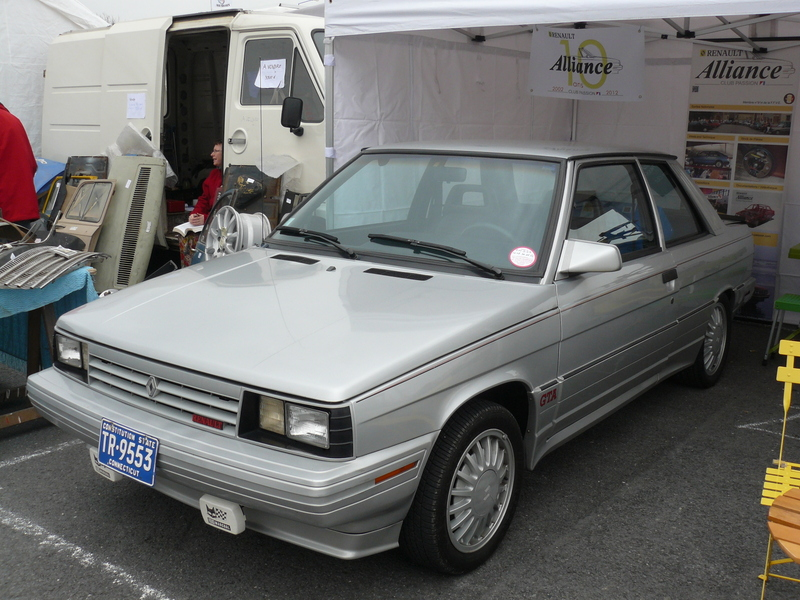
GTA, 2-deurs sedan
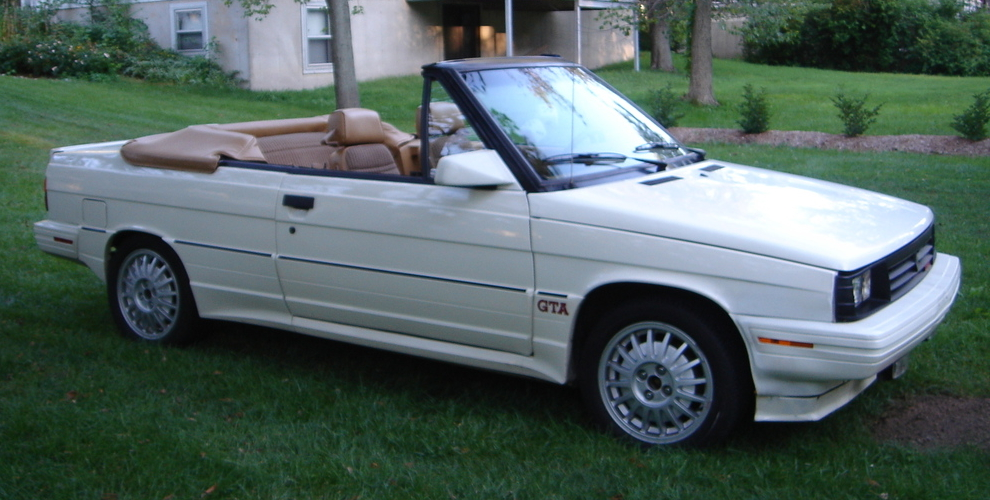
GTA, 2-deurs cabriolet